# Morunglav
Morunglav è un comune della Romania di 2 755 abitanti, ubicato nel distretto di Olt, nella regione storica dell'Oltenia. 
Il comune è formato dall'unione di 5 villaggi: Bărăști, Ghioșani, Morunești, Morunglav, Poiana Mare.